# Korsjtheater
Het Korsjtheater (Russisch: Русский драматический театр Корша, "Russisch dramatheater van Korsj") was een schouwburg in Moskou die in de jaren 1882-1917 in bedrijf was. Na de Russische Revolutie bleef het nog enige tijd functioneren in verschillende gedaantes totdat het in 1933 definitief werd gesloten als zelfstandig theater. Sinds 1987 is er het Staatstheater der naties (Государственный театр наций) gevestigd.

## Geschiedenis

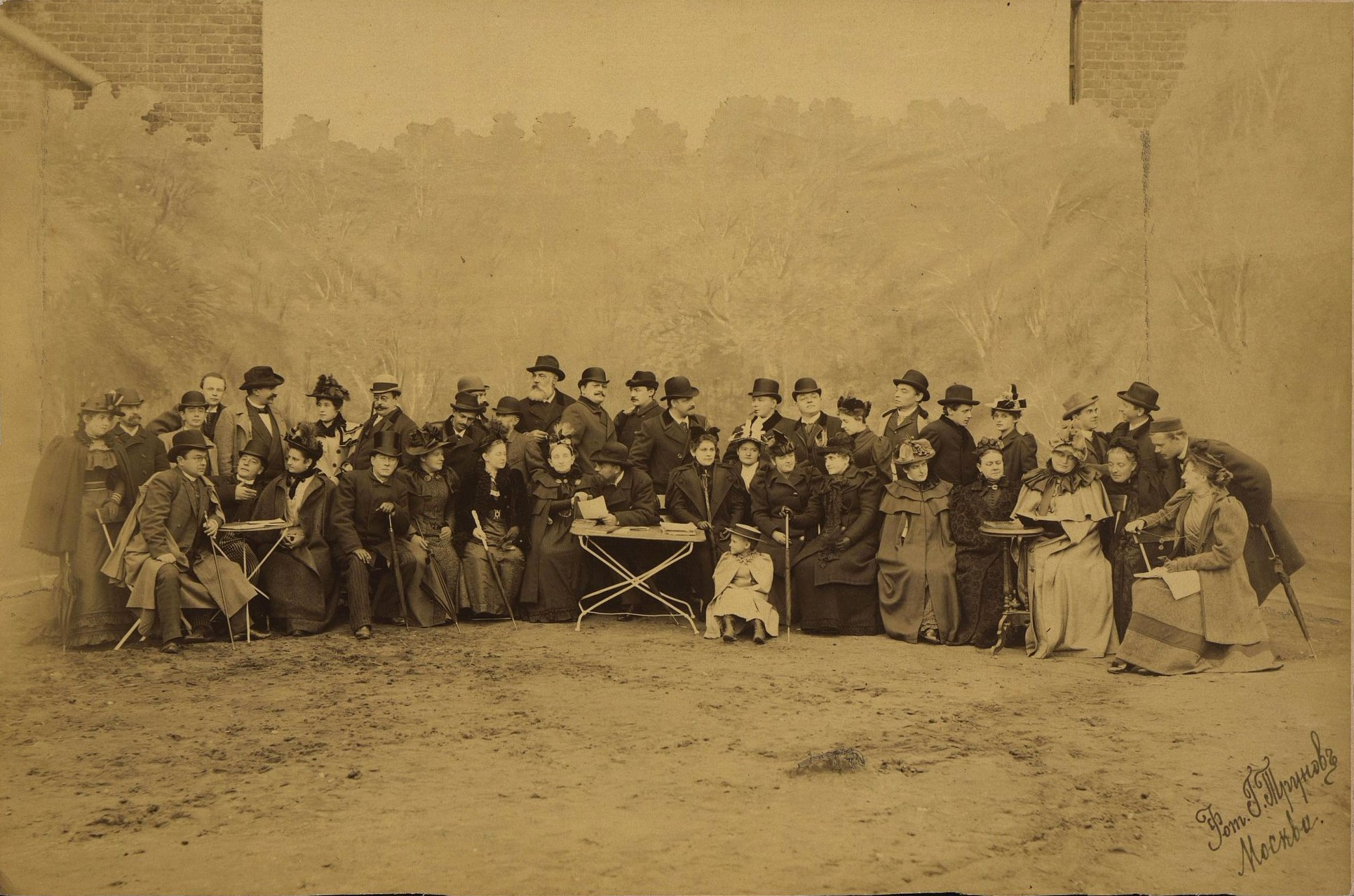
Het theatergezelschap tijdens de opening van het theaterseizoen in 1892

Het theater werd in 1882 opgericht door de ondernemer en schrijver Fjodor Adamovitsj Korsj als doorstart van het Poesjkintheater van Anna Brenko dat kort tevoren failliet was gegaan. Aanvankelijk was het een vennootschap van Korsj en de acteurs Modest Pisarev en Vasili Andrejev-Boerlak, twee hoofdrolspelers van het voormalige Poesjkintheater, maar in 1883 werd Korsj de enige eigenaar. De eerste productie was De revisor van Nikolaj Gogol, in de jaren erna gevolgd door Het bos van Aleksandr Ostrovski en Maskerade van Michail Lermontov.
Het theater was eerst gevestigd in het Lianosovskitheater aan de Gazetny pereoelok (later de Kamergerski pereoelok, waar in 1898 het Moskous Kunsttheater werd opgericht). Dit was oorspronkelijk een tot appartementencomplex uitgebreid herenhuis dat in 1880 door architect Michail Tsjitsjagov tot theater was verbouwd. In 1884 kreeg Tsjitsjagov de opdracht een nieuw gebouw te ontwerpen op een perceel aan de Bogoslovski pereoelok (de huidige Petrovski pereoelok). De grond was in het bezit van de industrieel en kunstmecenas Aleksandr Bachroesjin die ook de bouw meefinancierde. Tsjitsjagov ontwierp het gebouw in neo-Russische stijl. Het vertoont overeenkomsten met het Majakovskitheater uit 1886 waarvan de façade werd ontworpen door de jonge Fjodor Sjechtel. Het theater was voorzien van een moderne toneeluitrusting met de nieuwste snufjes, waaronder elektrische verlichting.
Het nieuwe gebouw werd op 30 augustus 1885 ingewijd met een bloemlezing uit de toneelstukken De revisor, Lijden door verstand van Aleksandr Gribojedov en Een voordelige positie van Ostrovski. In 1886 volgde de integrale opvoering van Lijden door verstand. In opdracht van Korsj schreef Anton Tsjechov de eerste versie van Ivanov (1887) en de eenakter De beer (1888), die beide in dit theater in première gingen. In 1902 werd ook zijn eenakter De bruiloft opgevoerd.
In het begin bestond het repertoire vooral uit komedies en vaudevilles. Deze producties zorgden voor financiële zekerheid waardoor ruimte ontstond voor serieuzere toneelstukken van onder anderen Henrik Ibsen, Hermann Sudermann en Edmond Rostand. De oprichting van het Moskous Kunsttheater in 1898 bleek een geduchte concurrent. Vanaf 1900 volgden onder de nieuw aangetrokken regisseur Nikolaj Sinelnikov succesvolle opvoeringen van Shakespeare, Schiller, Oscar Wilde, Wedekind en anderen, maar de gloriedagen waren voorbij.
Na de Russische Revolutie in 1917 bleef het nog enige tijd in verschillende gedaantes en onder andere namen functioneren tot het in 1933 definitief werd gesloten. Het gebouw werd een filiaal van het Moskous Kunsttheater dat ook de toneeluitrusting en een deel van de acteurs overnam. Sinds 1987 is er het Staatstheater der naties (Государственный театр наций) gevestigd (tot 1991 onder de naam Staatstheater voor de vriendschap der naties).

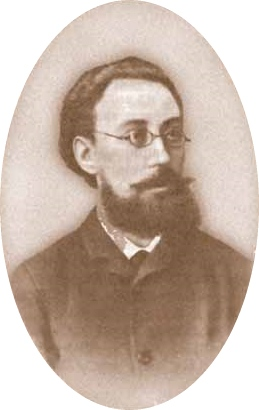
Fjodor Adamovitsj Korsj (1852-1923)
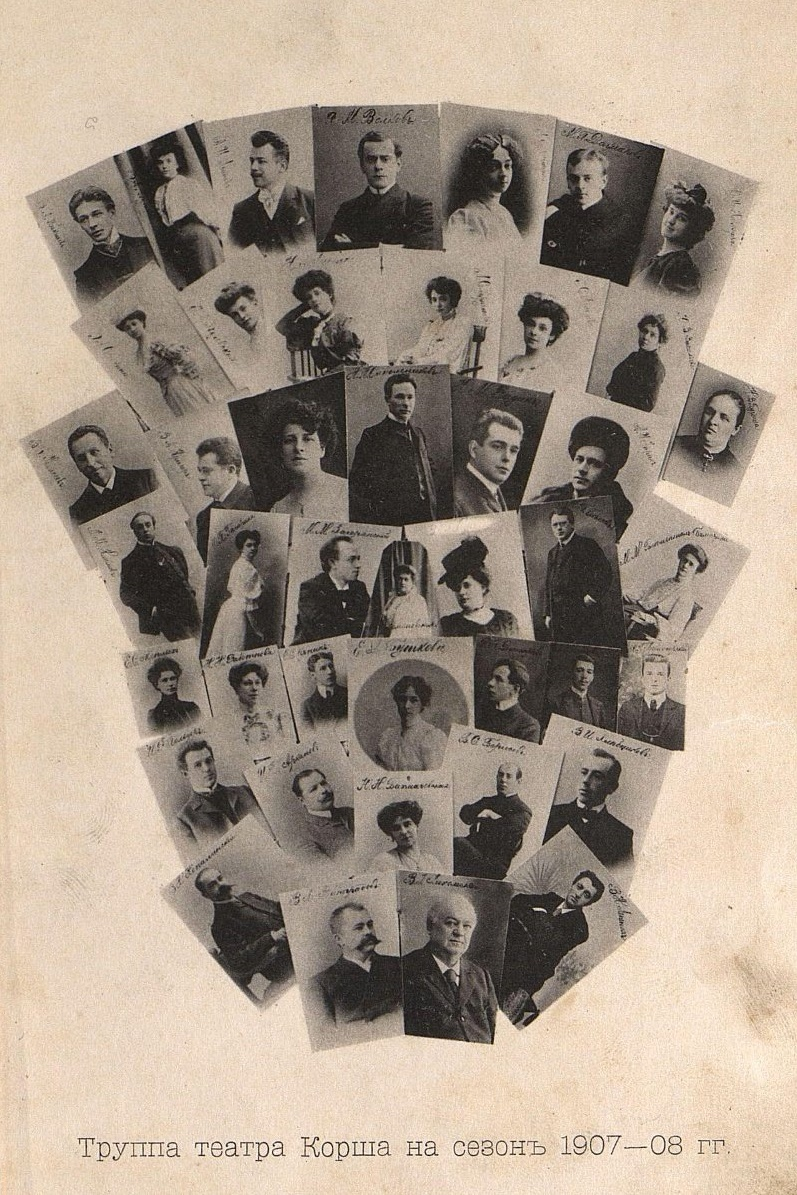
De acteurs van het seizoen 1907/1908
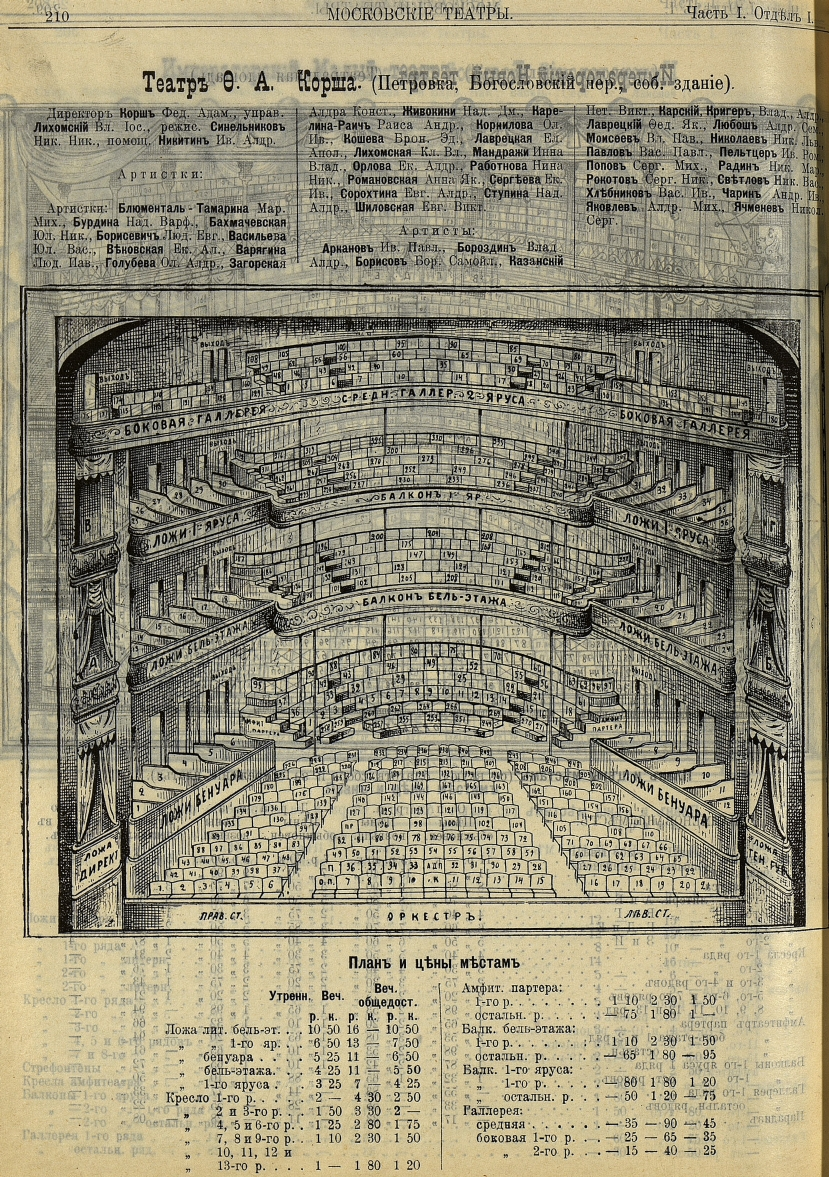
Het interieur van het theater in 1907
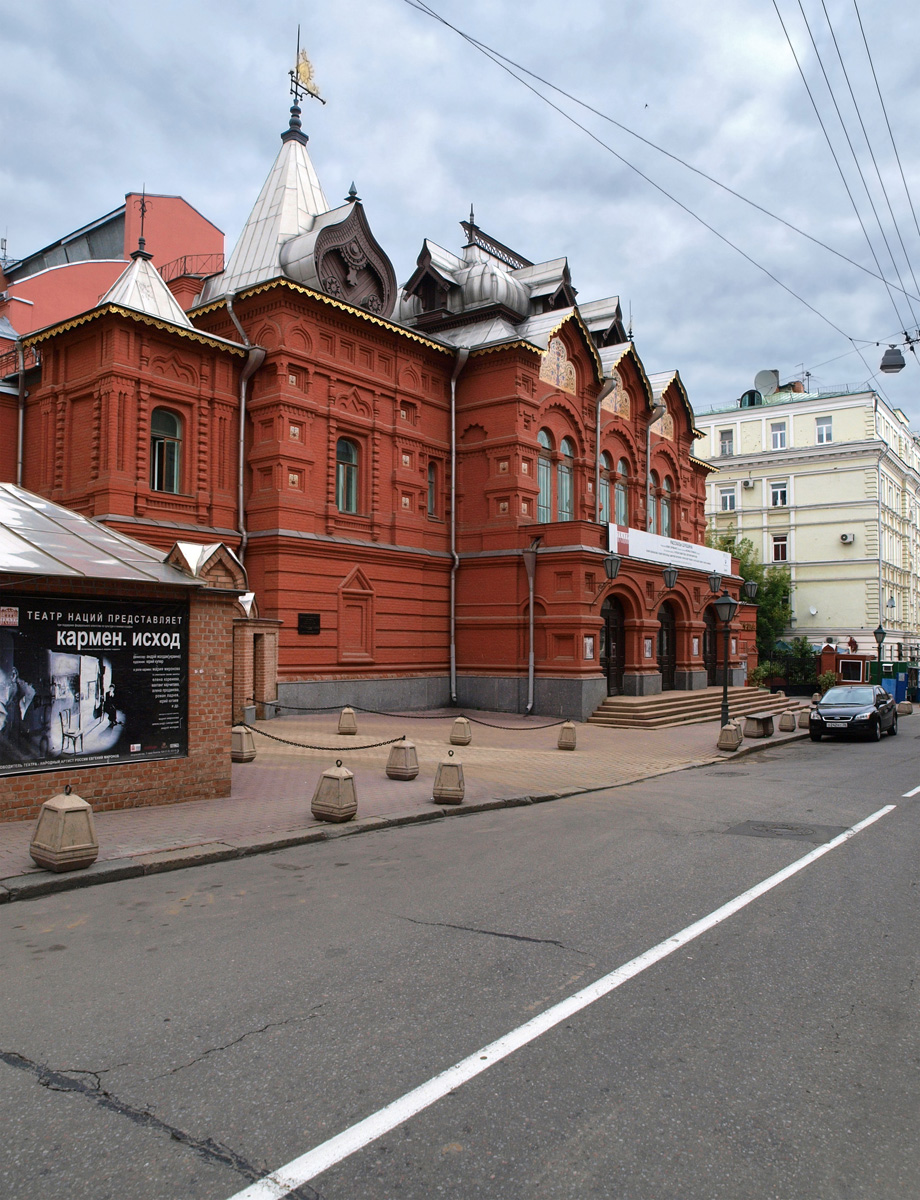
Het gebouw in 2009